# فيتو بولكاس
كان فيتو بولكاس فنان أميركي والبوهيمي، الذي كان أبرز لدوره البارز في جنوب كاليفورنيا «مشهد غريب» من الستينيات، وتأثيره على الموسيقيين بما في ذلك بردس - فيتوتاس الفونس «فيتو بولكاس» (20 مايو 191325 -أكتوبر 1992) الحب وفرانك زابا.
سيرة شخصية
ولد بولكاس في لويل، ماساتشوستس، ابن المهاجرين الليتوانيين. بعد بعض الوقت الذي قضاه في عملية إصلاحية عندما كان مراهقا، تعلّم نحت الخشب وفاز في المسابقات كراقص في الماراثون في ثلاثينيات القرن العشرين. وقد أُدين بسرقة مسلحة في عام 1938، ولكن أُطلق سراحه في عام 1942 وانضم إلى البحرية الأمريكية التجارية. في حوالي عام 1946، انتقل إلى لوس أنجلوس حيث كان في أوائل الستينيات قد أسس منزله في بيفرلي بوليفارد. هناك أسس أستوديوًا فنيًا حيث «عايش نوعًا ما من خلال تقديم دروس النمذجة الصلصالية إلى مشرفي بيفرلي هيلز الذين وجدوا الجو في استوديوه مثيرًا»، كما أداروا دروسًا في الرقص. تزوج في عام 1961؛ أنشأت زوجته، سو (ب. سويان شافير، 1943) بوتيك الملابس الذي كان له الفضل في كونه من أوائل الذين قدموا أزياء «هيبز».  
بحلول عام 1963، بدأ فيتو وزو وصديقهما كارل فرانزوني (عام 1934 في سينسيناتي، أوهايو)، اللذان عرفا في ذلك الوقت باسم «الكابتن»، بالذهاب إلى الأندية مع مجموعة متزايدة من «النزوات» الذين عاشوا «عاشوا حياة شبه مجتمعية وانخرطوا في العربدة الجنسية والرقص الحُر كلما أمكنهم ذلك». ووفقًا للكاتب جوني روغان، فإن «أسلوب التفكير الحر والعاطفة الفنية في بولكاس ألهمت المغنين والوجوديين الطموحين وفتيات الوادي الذين يحتاجون إلى التمرد». في عام 1964، عرضت بولكاس مجالًا لبروفة ل بردس، وفي العام التالي، رافقت فرقة من الراقصين الأحرار، مع بولكاس وفرانزوني، المجموعة في جولتهم في جميع أنحاء البلاد. في وقت لاحق، استخدم آرثر لي والحب أيضا مقره من أجل البروفات.    
بعد انتخاب ريتشارد نيكسون كرئيس للولايات المتحدة في عام 1968، انتقل إلى هايتي وفي وقت لاحق إلى جامايكا، قبل أن يعود للاستقرار في كوتاتي، كاليفورنيا. هناك، قام هو وفرانزوني بتأسيس مسرح شارع فريستور ومجموعة الأداء، وقاموا ببناء منصة للمدينة بالإضافة إلى منحوتات مساهمة. 
وقد طُلق هو وزو في عام 1975. كان لديهم أربعة أطفال، أحد ابنائة جودو، الذي توفي عندما كان طفلاً. توفي بولكاس في كوتاتي في عام 1992، وهو بالغ من العمر 79 عامًا.

## روابط خارجية
- فيتو بولكاس على موقع IMDb (الإنجليزية)

- Gallery of Paulekas' sculptures
- Interview with Szou Paulekas